# Dünwald
Dünwald é um município da Alemanha, situado no distrito de Unstrut-Hainich, no estado da Turíngia. Tem 28,85 km² de área, e sua população em 2019 foi estimada em 2.217 habitantes.